# Анджело Санудо
Анджело Санудо (італ. Angelo Sanudo; 1194/1201 — 1262) — 2-й герцог Наксоський (Архіпелагу) в 1227—1262 роках.

## Життєпис
Походив з венеційського патриціанського роду Санудо. Син герцога Наксоського Марко I та грецької аристократки. Перша письмова згадка про Анджело припадає на 1216 рік, коли він брав участь у поході батька проти грецького Епірського деспотату.
Мав зустріч у Фессалоніках з латинським імператором Генріхом I, де отримав визнання як спадкоємець герцогства Архіпелагу.
1227 роки після смерті батька успадкував його володіння та титул. Того ж року приніс омаж латинському імператору Роберту I. Його сильний флот тримав під контролем води Егейського моря та протистояв агресивним намірам Нікейської імперії, яка на той спромоглась відвоювати острови Самос, Хіос і Лесбос на східному узбережжі Егейського моря.
У 1230 виступив на допомогу Джованні Сторлато, венеційському губернатору Криту, де почалося повстання місцевого населення, яке підтримав нікейський імператор Іоанн III Дука. Разом з тим особисто Анджело залишився на Наксосі, оскільки побоювався нападу на землі герцогства нікейського флоту.
У 1235 Анджело відправив флот на допомогу латинському імператору Балдуїну II під час облоги Константинополя військами болгарського царя Івана Асена II та нікейського імператора Іоанна III. Втручання герцога Наксоса сплутало плани ворогів і змусило їх підписати мир на 2 роки з Латинською імперією. У відповідь нікейський флот захопив острів Аморгос, яким володів родич Анджело — Джеремія Гізі.
У 1247 році Анджело Санудо рушив на допомогу Вільгельму II, князю Ахайї, що облягав останню грецьку фортецю Момемвасію, яка здалася в 1249 році. 1248 року латинський імператор Балдуїн II передав васальні права над Накоським герцогством ахейському князю. Внаслідок цього Анджело Санудо приніс омаж Вільгельму II.
1259 року як васал Ахейського князівства доєднався до походу проти нікейського імператора Михайла VIII, але у битві при Пелагонії латинські володарі зазнали нищівної поразки, а Анджело разом з Вільгельмом II потрапив у полон. Герцогу вдалося досить швидко звільнитися і повернутися на Наксос.
1261 року не зміг запобігти відвоюванню Константинополя Михайлом VIII. Латинський імператор Балдуїн II, що переховувався у Фівах, особисто присвятив сина Анджело — Марко — в лицарі Латинської імперії. Останній спадкував Анджело Санудо після його смерті 1262 року.

## Родина
Дружина — донька Макера де Сент-Монтальто, сеньйора Шаракса
Діти:
- Марко (д/н—1303), 3-й герцог Архіпелагу
- Мартіно, сеньйор Парос і Антіпароса
- Марія, дружина Паоло Навігайосо, сеньйора Лемноса